# Stormbringer (album)
Stormbringer je deváté studiové album britské rockové skupiny Deep Purple a zároveň poslední studiové album sestavy Mark III. Je charakteristické větším příklonem k funku a soulu, které do kapely vnášel baskytarista Glenn Hughes. Naopak vliv kytaristy Ritchieho Blackmorea slábl a po navazujícím turné Blackmore kapelu opustil úplně. Album bylo ve své době hodnoceno poměrně vlažně, změna stylu se nesetkala s pochopením fanoušků ani kritiků.

## Historie
Natáčení alba probíhalo během srpna a září 1974 na dvou místech – v mnichovském Musiclandu, kde vznikla většina materiálu a posléze v Record Plant v Los Angeles. Během nahrávání se opět objevily mezi členy tvůrčí a osobní neshody. Kytarista Ritchie Blackmore se v té době rozváděl, což odvádělo jeho pozornost od skládání. Jím uvolněné místo využili ostatní členové kapely, především baskytarista Glenn Hughes, který začal výrazněji prosazovat funk a soul namísto dřívějšího přímočařejšího hard rocku. Poprvé od roku 1970 se tak stalo, že na vzniku některých písní se Blackmore vůbec nepodílel. Kytarista nebyl s výsledkem spokojený, funkový materiál odsoudil jako "hudbu dobrou maximálně pro leštiče bot“. Po navazujícím turné pak skupinu definitivně opustil. V té době už měl navíc natočené první album vlastní nové kapely Rainbow.

## Obal
Výjev na obalu alba patří k nejvýraznějším v historii skupiny – bílý pegas vynořující se z oka tornáda letí rozbouřenými oblaky nad polem a z jeho křídel šlehají duhové blesky. Vytvořil ho, stejně jako obal alba Who Do We Think We Are manažer John Coletta ve spolupráci s Joem Garrettem. Základem byla ikonická fotografie tornáda z roku 1927, kterou pořídila v Minnesotě Lucille Handbergová. Tento snímek, respektive samotné tornádo, bylo ve výrazné úpravě užito už dříve na obal alba Bitches Brew jazzové legendy Milese Davise.
Garrett s Colettou použili původní fotografii celou, rovněž se však uchýlili k výrazným úpravám. Snímek byl nejprve zrcadlově otočen a kolorován, čímž dostal nový melancholický nádech. Tvůrci následně přidali motiv rozbouřené oblohy a pegase, který po ní letí. Obal byl koncipován tak, že dvě třetiny zachycující střední a spodní část tornáda byly umístěny na přední stranu a poslední třetina tvořila zadní obal. Potenciál tohoto konceptu ale zůstal nenaplněn, protože album nebylo, podobně jako jeho předchůdce Burn rozkládací. Rozkládací obal dostalo až speciální vydání v roce 2009.
Další zvláštností byl nový vizuál loga kapely, zatímco název alba byl vyveden prostým písmem. Stalo se tak teprve podruhé, naposledy měl název kapely vlastní design na druhém albu The Book of Taloesyn. Font na albu Stormbringer byl v dalším fungování kapely často používán. Naopak zadní strana se stala terčem kritiky. Byly na ni umístěny texty písní, ale vzhledem ke světlému podkladu a bílému písmu byla některá slova špatně čitelná.
Původní ikonickou fotografii tornáda použila v roce 1986 na obal alba Tinderbox i kapela Siouxsie and the Banshees.

## Obsah
Album obsahovalo devět skladeb, nejvíce, kolik do té doby Deep Purple vložili na studiovou desku. Navzdory tomu byla poměrně krátké, její délka nepřesahovala 37 minut. Jednou z nejsilnějších skladeb je titulní Stormbringer, který desku také zahajoval. Fantazijní text podle některých odkazoval ke knihám Michaela Moorocka a ďábelskému meči Stormbringer, autor textu Coverdale však tvrdil, že tyto knihy v době napsání písně neznal a jedná se o shodu jmen. V úvodu písně naopak nezřetelně citoval pasáž z filmu Vymítač ďábla. Zajímavostí je Blackmoreovo kytarové sólo připomínající fragmenty jeho pozdějšího mistrovského sóla v písni Stargazer.
V rockovém duchu se nesou i skladby Lady Double Dealer (jedna ze tří, kterou kapela hrála i živě) a High Ball Shooter, které však nedosahují vysoké úrovně. Z dalších skladeb zaujme Holy Man, jediná píseň, kterou nazpíval Glenn Hughes a v jejímž textu se obracel o duchovní pomoc k Panně Marii a společně s Hold On také skladby, na nichž se Ritchie Blackmore vůbec nepodílel. O sólu ve druhé jmenované prohlásil, že ho tak nezajímalo a hrál pouze palcem. Písně Love Doesn’t Mean A Thing a You Can Do It Right patří k dalším funkovým kouskům, jejichž atypické provedení však nebylo doceněno.
Závěr tvoří dvě velmi silné skladby. Píseň The Gypsy působí jako předzvěst tajemných výpravných songů rané éry Rainbow, největšího uznání však dosáhla až závěrečná Soldier Of Fortune. Smutná melancholická balada v sobě kombinuje anglický folk, útržky z Bachova díla a modální hudbu a patří k vůbec nejznámějším hitům Deep Purple. V počátku ji však museli její autoři Blackmore a Coverdale tvrdě protlačovat, protože zbytek skupiny ji hrát nechtěl a přesvědčila ho až natočená demoverze. Skladbu s českým textem pod názvem Šípková Růženka nazpíval Jiří Schelinger.
Největší vliv na budoucnost skupiny však měla skladba, která vůbec natočena nebyla. Ritchie Blackmore velmi stál o to, aby byla do stopáže zařazena i coververze písně Black Sheep Of The Family, kterou v roce 1970 nahrála kapela Quatermass. Ostatní členové však byli proti a jejich odmítnutí se stalo jedním z hlavních impulzů Blackmoreova odchodu z kapely. Píseň pak natočil na první album své nové kapely Rainbow.

## Ohlasy a přijetí
Album se ve své době stalo symbolem postupného ústupu Deep Purple ze slávy. Jejich experimentální snahy s novými žánry se nesetkaly s pochopením recenzentů ani fanoušků, kteří album kritizovali. Projevilo se to i v hitparádě, kde album dosáhlo šesté pozice v britské hitparádě a až dvacátého v té americké. V obou případech to byl ústup z pozic, získaných předchozím albem Burn. S výjimkou balady Soldier Of Fortune většina skladeb zapadla, Deep Purple je po svém návratu v roce 1984 už živě nikdy nehráli.

## Seznam skladeb
| Strana 1 (LP) | Strana 1 (LP)           | Strana 1 (LP)                             | Strana 1 (LP) |
| Pořadí        | Název                   | Autor                                     | Délka         |
| ------------- | ----------------------- | ----------------------------------------- | ------------- |
| 1.            | Stormbringer            | Blackmore, Coverdale                      | 4:03          |
| 2.            | Love Don’t Mean a Thing | Blackmore, Coverdale, Hughes, Lord, Paice | 4:23          |
| 3.            | Holy Man                | Coverdale, Hughes, Lord                   | 4:28          |
| 4.            | Hold On                 | Coverdale, Hughes, Lord, Paice            | 5:05          |

| Strana 2 (LP) | Strana 2 (LP)                                 | Strana 2 (LP)                             | Strana 2 (LP) |
| Pořadí        | Název                                         | Autor                                     | Délka         |
| ------------- | --------------------------------------------- | ----------------------------------------- | ------------- |
| 5.            | Lady Double Dealer                            | Blackmore, Coverdale                      | 3:19          |
| 6.            | You Can’t Do It Right (With the One You Love) | Blackmore, Coverdale, Hughes              | 3:24          |
| 7.            | High Ball Shooter                             | Blackmore, Coverdale, Hughes, Lord, Paice | 4:26          |
| 8.            | The Gypsy                                     | Blackmore, Coverdale, Hughes, Lord, Paice | 4:13          |
| 9.            | Soldier of Fortune                            | Blackmore, Coverdale                      | 3:14          |

| Bonusy na reedici z roku 2009 | Bonusy na reedici z roku 2009                  | Bonusy na reedici z roku 2009             | Bonusy na reedici z roku 2009 |
| Pořadí                        | Název                                          | Autor                                     | Délka                         |
| ----------------------------- | ---------------------------------------------- | ----------------------------------------- | ----------------------------- |
| 10.                           | Holy Man (remix, Glenn Hughes)                 | Coverdale, Hughes, Lord                   | 4:32                          |
| 11.                           | You Can't Do It Right (remix, Glenn Hughes)    | Blackmore, Coverdale, Hughes              | 3:27                          |
| 12.                           | [Love Don't Mean a Thing (remix, Glenn Hughes) | Blackmore, Coverdale, Hughes, Lord, Paice | 5:07                          |
| 13.                           | Hold On (remix, Glenn Hughes)                  | Coverdale, Hughes, Lord, Paice            | 5:11                          |
| 14.                           | High Ball Shooter (instrumentální)             | Blackmore, Coverdale, Hughes, Lord, Paice | 4:30                          |

## Sestava
- Ritchie Blackmore – kytara
- David Coverdale – zpěv
- Glenn Hughes – baskytara, zpěv
- Jon Lord – varhany, klávesy
- Ian Paice – bicí